# میکاییل سروتوس
میکاییل سروتوس (به فرانسوی: Michael Servetus) کشیش و پزشک حاذق اسپانیایی قرن شانزدهم بود که نظریه تثلیث را نپذیرفت و آن را از بدعتهای کلیسا شمرد. وی پس از مطالعه دقیق عهد جدید ادعا کرد مسئله تثلیث که بر حسب اعتقاد نامه نیقیه برای عموم مسیحیان امری مسجل شده بود، در آن وجود ندارد و معتقد شد که این عقیده کفر محض و باطل است پس رساله‌ای به نام «در باب خطاهای تثلیث» در سال ۱۵۳۱ منتشر ساخت. وی مدعی بود مبدأ تثلیث یعنی ایمان به پدر و پسر و روح القدس از ابداعات کلیسای کاتولیک است و عقلاً محال است که از اجزای ثلاثه سه شخصیت خدای واحد ترکیب شود. پس از مدتی پیروان کالون (از مصلحان بزرگ پروتستان) به هویت او پی بردند و در سال ۱۵۵۳ او را طعمه آتش ساختند.
هر چند او از میان رفت و نابود شد ولی جماعات مسیحی مخالف تثلیث به وجود آمدند که به شدت مورد حمله و تکفیر و عتاب پروتستان‌ها و کاتولیک‌ها قرار گرفتند.